# Critérium des Cévennes

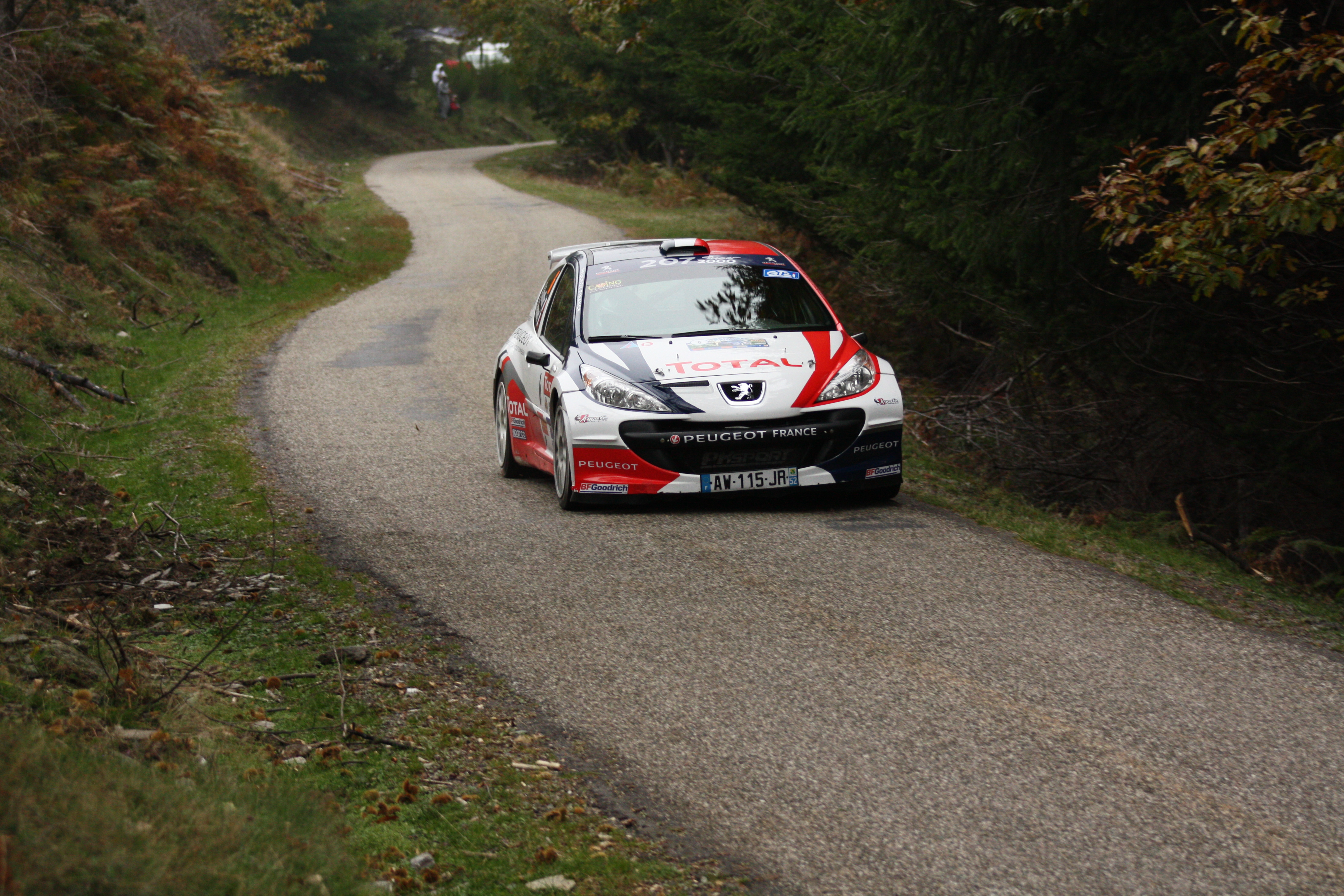
Bryan Bouffier, vainqueur de l'édition 2010 sur Peugeot 207 S2000

Le Critérium des Cévennes est un rallye automobile créé en 1956 et comptant pour le Championnat de France des rallyes.

## Histoire
De prestigieux pilotes, tels Didier Auriol, Jean-Luc Thérier, Bernard Darniche, Bruno Saby ou Jean Vinatier, l'ont gagné.
Il se déroule dans les basses Cévennes, principalement dans le département du Gard, en région Languedoc-Roussillon.
L'épreuve cévenole est éprouvante et comporte la plus longue spéciale de la saison du championnat de France: 46,4 km sur le secteur Val d’Aigoual/Les Plantiers/Sumène.
La première édition de cette épreuve, initialement appelée « Rallye de la Vigne et du Vin », fut remportée par Henry Gayola, sur un coupé Alfa Roméo Véloce 1300. Il a été comptabilisé en championnat d'Europe jusqu'en 1996.

## Faits marquants
- 1960 : René Trautmann est l'un des premiers pilotes à utiliser le système de notes. Pendant les reconnaissances, il fait noter à son copilote  les formes des virages[3] ;
- 1965 : Jean Rolland gagne pour la quatrième fois le Critérium[4] et Gérard Larrousse s'impose en catégorie Tourisme[5] ;
- 1970 : Gérard Larrousse donne au coupé Simca CG MC sa première victoire en Championnat ;
- 1973 : À quelques jours du départ, l'épreuve est annulée à cause des difficultés d'organisation et des problèmes financiers de la région ;
- 1974 : Grâce au changement d'organisateurs, le rallye reprend son souffle ;
- 1976 : Bernard Béguin décroche sa première victoire. Il gagnera à nouveau 5 fois ;
- 1979 : 328 voitures seront au départ, le record de l'épreuve ;
- 1982 : Une nouvelle équipe se charge de l'organisation, mais les dettes, les problèmes d'organisation des saisons précédentes et le passage en deuxième division font que le Critérium va longtemps rester dans l'ombre ;
- 1986 : L'épreuve fait son retour dans le Championnat de France des rallyes, avec Didier Auriol vainqueur ;
- 1993 : 6e victoire pour Bernard Béguin (record) ;
- 1994 : L'épreuve compte pour le Championnat d'Europe des rallyes en coefficient 2. La course faillit ne pas avoir lieu à cause de fortes pluies ;
- 1995 : L'itinéraire est modifié quelque peu avant le départ à cause des routes détériorées par la pluie ;
- 1996 : Manche décisive pour l’attribution du titre entre Peugeot et Renault se disputant le Championnat de France cette même année ;
- 1997 : Le déroulement est fortement compromis par des grèves et des barrages routiers, levés la veille du départ. Gilles Panizzi devient champion de France ;
- 2000 : Le Critérium change complètement avec un parcours inédit et seulement quatre passages en reconnaissance ;
- 2001 : Le site de départ est désormais le stade de la Mosson à Montpellier. Le pilote local Jean-François Mourges s'impose au volant de sa Subaru Impreza WRC pour sa 18e participation ;
- 2002 : le Critérium devient le finale du nouveau Championnat de France des rallyes Asphalte ;
- 2007 : L'épreuve fête sa 50e édition ;
- 2009 : Joël Maraine est le nouveau président de l’Association sportive Automobile de l'Hérault et le départ a lieu le jeudi soir au Lycée Pierre Mendès France ;
- 2010 : Bryan Bouffier l'emporte de peu devant Cédric Robert, bien que pénalisé par la panne du local Romain Dumas ;
- 2011 : Le Criterium fut animé par une pluie diluvienne, ce qui permit à Pierre Campana de remporter l'épreuve au volant de sa Mini WRC au terme d'un duel qui l'opposa à l'Ardéchois Jean-Marie Cuoq en Peugeot 206 WRC, ce dernier fut contraint à l'abandon le dernier jour ;
- 2012 : Jean-Marie Cuoq remporta l'épreuve avec sa Ford Focus WRC en se battant contre Freddy Loix qui renonça à cause d'un problème technique. Il prend sa revanche par rapport à sa déconvenue de l'an passé et gagne le titre de champion de France des rallyes ;
- 2013 : L' édition est remportée par Julien Maurin et Nicolas Klinger, 2e Jean François Mourgues et Denis Giraudet, 3e Ludovic Gal et Marie Carneval. Les élections de novembre élisent José Luis Bordonado à la présidence de l'ASA Hérault.
- 2014 : La 57e édition sera marquée par les intempéries dans les Cévennes. Les organisateurs modifieront le parcours à plusieurs reprises juste avant l'épreuve. Stéphane Sarrazin et Jacques-Julien Renucci seront les vainqueurs ;
- 2015 : L'épreuve se déroulera du 29 au 31 octobre 2015. Cette 58e édition est remportée par Yoann Bonato et Denis Giraudet, sur la Peugeot 208 T16. Les équipages Pierre et Martine Roché (Mini WRC) et Eric Mauffrey - Gaëtan Houssin (208 T16), complètent le podium ;
- 2016 : Les problèmes financiers et techniques forcent les organisateurs à reporter l'épreuve en 2017. Les élections se déroulent en novembre. Alain Szafarczyk est élu président de l'ASA Hérault ;
- 2017 : L'épreuve se déroule du 27 au 28 octobre 2017. Cette 59e édition est remportée par Yohan Rossel et Benoît Fulcrand avec la Citroën DS3 R5, 2 h 2 min 4 s 1. Puis les équipages Pierre et Martine Roché (Skoda Fabia R5) à 1 min 13 s 1 et Ludovic Gal et Olivier Belot (Skoda Fabia R5) à 1 min 18 s 5, complètent le podium. Puis suivront en 4e position Charles Martin et Matthieu Duval (Skoda Fabia R5) à 2 min 56 s 0 et en 5e position William Wagner et Kévin Parent (Ford Fiesta R5) à 2 min 57 s 8[6],[7],[8].
- 2019 : Avec 129 concurrents[9], la 61e édition du critérium est remportée par l'équipe : Yoann Bonato et Benjamin Boulloud, sur une Citroën C3 R5. L'équipe  seconde du podium (à 18 min 3 s) composée de Yohan Rossel et Benoît Fulcrand est assurée d’être championne de France des rallyes 2019, également sur une Citroën C3 R5. La troisième équipe (à 55 min 7 s) est composée de Mathieu Arzeno et Romain Roche, sur une Skoda Fabia R5[10].
- 2020 : Comme le reste du championnat, l'épreuve est mise en péril par la pandémie de covid-19. De plus, un épisode cévenol a endommagé de nombreuses routes et contraint les organisateurs à modifier le parcours. Finalement, le durcissement des mesures sanitaires et la recrudescence des cas dans la région ont contraint les organisateurs à annuler l'épreuve dans la continuité de la décision préfectorale[11].
- 2024 : Deuxième journée de l'épreuve annulée. Les préfets de l’Hérault et du Gard, « ont pris un arrêté d’interdiction des épreuves du rallye automobile “Criterium des Cévennes“ prévues ce samedi 26 octobre 2024 dans les départements de l’Hérault et du Gard. » à la suite de rapports de Météo France qui plaçaient les départements en vigilance jaune et orange[12].

## Palmarès
| Année | Pilote                                                | Copilote                                              | Voiture                                               |
| ----- | ----------------------------------------------------- | ----------------------------------------------------- | ----------------------------------------------------- |
| 2000  | Philippe Bugalski                                     | Jean-Paul Chiaroni                                    | Citroën Xsara T4                                      |
| 2001  | Jean-François Mourgues                                | Guilhem Zazurca                                       | Subaru Impreza WRC                                    |
| 2002  | Benoît Rousselot                                      | Gilles Mondésir                                       | Subaru Impreza WRC                                    |
| 2003  | Benoît Rousselot                                      | Gilles Mondésir                                       | Subaru Impreza WRC                                    |
| 2004  | Alexandre Bengué                                      | Caroline Escudero                                     | Peugeot 206 WRC                                       |
| 2005  | Nicolas Bernardi                                      | Jean-Marc Fortin                                      | Peugeot 206 WRC                                       |
| 2006  | Jean-Marie Cuoq                                       | David Marty                                           | Peugeot 307 WRC                                       |
| 2007  | Patrick Henry                                         | Magali Lombard                                        | Peugeot 307 WRC                                       |
| 2008  | Ludovic Gal                                           | Gilles de Turckheim                                   | Peugeot 307 WRC                                       |
| 2009  | Jean-François Mourgues                                | Denis Giraudet                                        | Peugeot 307 WRC                                       |
| 2010  | Bryan Bouffier                                        | Xavier Panseri                                        | Peugeot 207 S2000                                     |
| 2011  | Pierre Campana                                        | Sabrina de Castelli                                   | Mini John Cooper Works WRC                            |
| 2012  | Jean-Marie Cuoq                                       | Marielle Grandemange                                  | Ford Focus WRC                                        |
| 2013  | Julien Maurin                                         | Nicolas Klinger                                       | Ford Fiesta RS WRC                                    |
| 2014  | Stéphane Sarrazin                                     | Jacques-Julien Renucci                                | Ford Fiesta WRC                                       |
| 2015  | Yoann Bonato                                          | Denis Giraudet                                        | Peugeot 208 T16                                       |
| 2016  | Épreuve annulée.                                      | Épreuve annulée.                                      | Épreuve annulée.                                      |
| 2017  | Yohan Rossel                                          | Benoît Fulcrand                                       | Citroën DS3 R5                                        |
| 2018  | Yoann Bonato                                          | Benjamin Boulloud                                     | Citroën C3 R5 (en)                                    |
| 2019  | Yoann Bonato                                          | Benjamin Boulloud                                     | Citroën C3 R5                                         |
| 2020  | Épreuve annulée en raison de la pandémie de COVID-19. | Épreuve annulée en raison de la pandémie de COVID-19. | Épreuve annulée en raison de la pandémie de COVID-19. |
| 2021  | Yoann Bonato                                          | Benjamin Boulloud                                     | Citroën C3 R5                                         |
| 2022  | Yoann Bonato                                          | Benjamin Boulloud                                     | Citroën C3 Rally2 (en)                                |
| 2023  | Yoann Bonato                                          | Benjamin Boulloud                                     | Citroën C3 Rally2                                     |
| 2024  | Léo Rossel                                            | Guillaume Mercoiret                                   | Citroën C3 Rally2                                     |